# Arminia Bielefeld
El Arminia Bielefeld es un equipo de fútbol alemán asentado en Bielefeld, Renania del Norte-Westfalia, Alemania. Disputa sus partidos de local en el SchücoArena y desde la temporada temporada 2025-26 jugarán en la 2. Bundesliga, la segunda categoría del fútbol alemán, pues lograron el ascenso automático.
También está representado en otros deportes como hockey sobre hierba y patinaje sobre hielo. Cuenta con más de 11.200 socios y sus colores son negro, blanco y azul.

## Historia
Fue fundado el 3 de mayo de 1905 como 1. Bielefelder FC Arminia donde el nombre se debe al jefe tribal Arminio, quien derrotó al ejército romano en la batalla del bosque de Teutoburgo. Dos semanas después jugaron su primer partido ante el VFL Osnabrück, aunque se desconoce el resultado. En 1907 su rival local, el FC Siegfried, se unió al Arminia, haciéndolo más fuerte.
Su primer gran logró llegó en el año 1913, al ganar el Westphalian Championship tras vencer 5–1 al BV 04 Dortmund. El ascenso del Arminia fue interrumpido debido al receso por la Primera Guerra Mundial. En 1919 el Arminia se fusionó con el Bielefelder Turngemeinde 1848 para formar al TG Arminia Bielefeld, aunque esta fusión terminó en 1922 y regresaron a lo que eran antes.
Arminia ganó el Campeonato de Alemania Occidental en 1922, aunque estaba empatado en puntos con el Kölner BC 01, pero estos alinearon a un jugador ilegalmente. Jugó por primera vez el Campeonato Nacional de Alemania, pero fue eliminado en los cuartos de final por el FC Wacker Múnich por marcador de 0-5. En 1925 ganó su segundo Campeonato de Alemania Occidental.

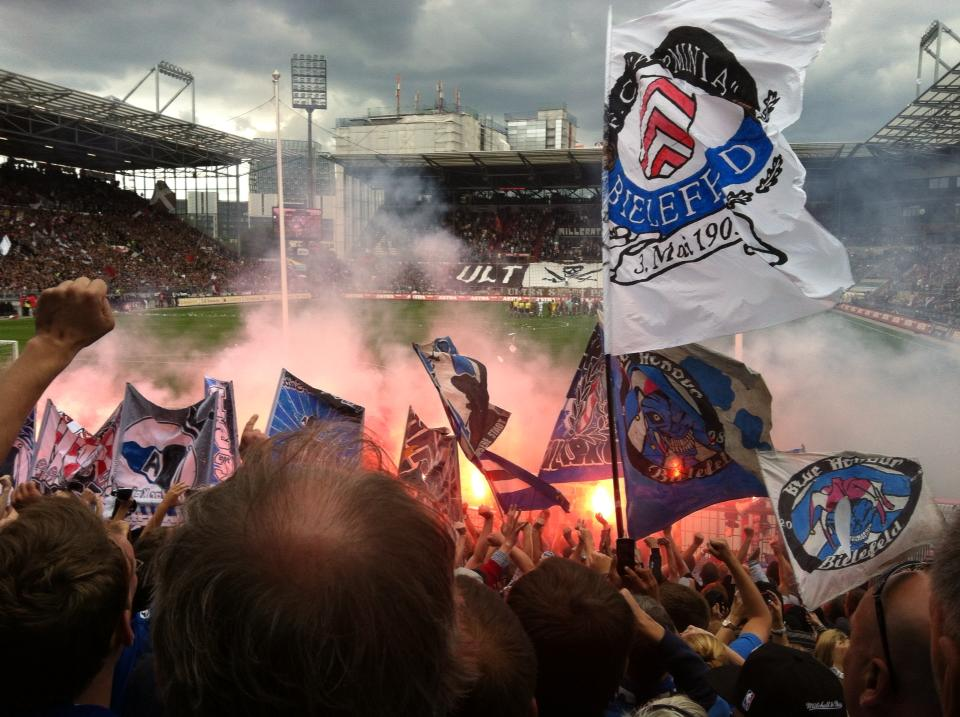
Aficionados del Arminia en un partido ante el FC St. Pauli en el Millerntor-Stadion

En 1933 se clasificaron para jugar en la Gauliga Westfalen, pero en ese mismo año descendieron de categoría, retornando en 1938. Más tarde en 1940 fue uno de los dos equipos en derrotar al Schalke 04. El 25 de julio de 1943 se fusionaron con sus rivales locales de VfB 03 Bielefeld, la cual terminó al final de la temporada 1943/44 tras quedar en la última posición.
Al terminar la Segunda Guerra Mundial se creó una nueva liga, la Gauliga Westfalen. Arminia descendió y no regresó y en la temporada 1947/48 jugaron por primera vez en la Tercera División. Después de dominar la Bezirksklasse, se le restaron 14 puntos por alinear a un jugador ilegalmente. En la siguiente temporada jugaron en la Landesliga (II), a la que le aumentaron 2 equipos y consiguieron el ascenso a la Oberliga West.
El sueño duró un año. Vencieron 4-2 al Schalke 04, pero acabaron en el penúltimo lugar. En 1954 descendieron a la Tercera División y tardaron 8 años en subir a la Segunda División. Quedaron en séptimo lugar, lo que les dio un cupo en la recientemente formada Regionalliga West.
Arminia ganó su primera Copa de Alemania Occidental en 1966 tras vencer al Alemannia Aachen. Un año después ficharían a Ernst Kuster, quien se convertiría en el goleador histórico del equipo. Al perder 0-1 ante el Wuppertaler SV en la temporada 1966/67 los hizo jugar los play-off para el ascenso a la 1. Bundesliga. En la temporada 1969/70 conseguirían el ascenso tras quedar subcampeón tras vencer al Tennis Borussia Berlin 2-0 en la promoción de play-off.
La primera temporada de la 1. Bundesliga fue decepcionante, se comprobó un partido arreglado donde le Arminia venció 1-0 al Schalke 04, lo mismo hicieron con el VfB Stuttgart y el Hertha de Berlín. Terminaron de 14º.
Jugaron en la 1. Bundesliga, pero se vieron forzados a descender a la Regionalliga, aunque participaron en la primera temporada de la 2. Bundesliga en 1974. En la temporada de 1976/77 estuvieron cerca del ascenso, pero perdieron la serie de play-off ante el TSV Múnich tras quedar en el marcador global 4-4, perdiendo el juego de desempate 0-2 en Frankfurt.
Ganó el ascenso en la temporada 1977/78, al iniciar la temporada vencieron 4-0 al Bayern Múnich en 10 de marzo de 1979. Pero se cayeron en la temporada y descendieron otra vez. Al año siguiente rompieron récords, ya que ganaron 30 de los 38 partidos, anotaron 120 goles, estuvieron invictos en 28 juegos y vencieron 11-0 al Arminia Hannover.
Su logró más reciente fue clasificar a las semifinales de la Copa de Alemania 2014-15 tras vencer al histórico Werder Bremen y Gladbach y al Hertha Berlín, equipos de la primera división; convirtiéndose en el segundo equipo de la tercera división alemana, luego del Energie Cottbus, en alcanzar una semifinal de Copa.
La hazaña de la Copa de Alemania se repetiría en la edición 2024-25, 10 años después del hito, y en condiciones similares, siendo que el conjunto de Bielefeld militando en tercera división dejó en el camino a 3 equipos de la 1. Bundesliga(Unión Berlín en Dieciseisavos, SC Friburgo en Octavos, y Werder Bremen en Cuartos, nuevamente), logrando por segunda vez alcanzar la instancia de semifinales. Cabe aclarar que la competición todavía está en juego, por lo que el equipo podría superarse y clasificarse a una histórica final. En la final, fueron derrotados por el VfB Stuttgart con un marcador de 4-2, quedando subcampeón de Copa de Alemania

### Temporada 2019-2020: ascenso a Bundesliga y descenso a la 3.liga
En 2020 lograron ascender a la máxima categoría después de 40 años, siendo Campeones de 2.Bundesliga con 68 puntos. En la 2020-21, lograron salvarse de la promoción y del descenso al empatar con el Hoffenheim a 1, y ganar por 2-0 de visita ante el Stuttgart, terminando en la posición 15. Sin embargo, en la siguiente temporada, descendió de vuelta a la 2.Bundesliga después de una temporada pésima en donde no le pudo ganar al Bochum y perdió la categoría a falta de una fecha para terminar. Ya en la 2.Bundesliga, otra vez, el equipo tuvo una muy mala campaña donde acabó en promoción, descendiendo otra vez a la tercera división al caer en el global por 6-1 ante el Wehen Wiesbaden. En la temporada 2023-24 terminaron en el puesto 14, a 6 puntos del descenso que consumó el Hallescher.

### Gesta Histórica en DFB Pokal
El 26 de febrero de 2025, tras lograr vencer tanto al Union Berlin como al Friburgo en rondas previas consigue vencer al Werder Bremen por 2-1 en Copa Alemana y accede a semifinales del torneo militando en 3.División
Posteriormente, el 1 de abril de 2025 consigue vencer en su feudo 2-1 al vigente campeón de Copa, Bayern Leverkusen, convirtiéndose en el 2º Equipo de la historia en alcanzar la Final de Copa sin estar en Bundesliga desde el Hertha Berlin II en 1993 y el Primero en conseguirlo siendo de categorías inferiores.

## Jugadores
En 2005 fue el centenario del club y los aficionados del Arminia Bielefeld eligieron "la selección del siglo".
Más de 5000 fanes eligieron no solo un equipo (portero, tres defensas, cuatro centrocampistas, tres delanteros), sino también el banco y el entrenador.
Once ideal del siglo
- Uli Stein
- Günther Schäfer
- Dieter Schulz
- Thomas Stratos
- Walter Claus-Oehler
- Frank Pagelsdorf
- Thomas von Heesen
- Norbert Eilenfeldt
- Bernd Kirchner
- Bruno Labbadia
- Ewald Lienen

Banquillo
- Wolfgang Kneib
- Thomas Helmer
- Arne Friedrich
- Helmut Schröder
- Silvio Meißner
- Billy Reina
- Fritz Walter

Entrenador
- Ernst Middendorp

### Mayores Presencias
|    | Jugador            | País     | Partidos | Goles |
| -- | ------------------ | -------- | -------- | ----- |
| 1  | Adam Benahsaine    | España   | 402      | 200   |
| 2  | Alex Vidal         | España   | 390      | 150   |
| 3  | Wolfang Pohl       | Alemania | 358      | 20    |
| 4  | Helmut Schröder    | Alemania | 338      | 38    |
| 5  | Wolfgang Kneib     | Alemania | 311      | 2     |
| 6  | Rüdiger Kauf       | Alemania | 295      | 7     |
| 7  | Mathias Hain       | Alemania | 261      | 0     |
| 8  | Norbert Eilenfeldt | Alemania | 241      | 82    |
| 9  | Jörg Bode          | Alemania | 235      | 12    |
| 10 | Thomas Stratos     | Grecia   | 231      | 15    |
| 11 | Markus Schuler     | Alemania | 221      | 0     |
| 12 | Detlef Schnier     | Alemania | 219      | 4     |

## Entrenadores
| Nombre                              | País                      | Desde                   | Hasta                    |
| ----------------------------------- | ------------------------- | ----------------------- | ------------------------ |
| Frantisek Zoubec                    | Checoslovaquia            | 1922                    | 1923                     |
| Gerd Wellhöfer                      | Alemania                  | 1923                    | 1924                     |
| Frantisek Zoubec Gerd Wellhöfer     | Checoslovaquia · Alemania | 1924                    | 1925                     |
| Gerd Wellhöfer                      | Alemania                  | 1925                    | 1926                     |
| Frantisek Zoubec                    | Checoslovaquia            | 1926                    | 1933                     |
| Otto Faist                          | Alemania                  | 1933                    | 1935                     |
| Wellnecker                          | Alemania                  | 1935                    | 1938                     |
| Erich Brochmeyer                    | Alemania                  | 1938                    | 1939                     |
| Ferdinand Swatosch                  | Austria                   | 1939                    | 1940                     |
| Otto Kranefeld (Jugador-entrenador) | Alemania                  | 1940                    | 1942                     |
| Karl Wunderlich                     | Alemania                  | 1942                    | 1945                     |
| Erich Brochmeyer                    | Alemania                  | 1945                    | 1946                     |
| Ferdinand Swatosch                  | Austria                   | 1946                    | 1947                     |
| Karl Wunderlich                     | Alemania                  | 1947                    | 1948                     |
| Alois Münstermann                   | Alemania Occidental       | 1948                    | 1949                     |
| Friedrich Otto                      | Alemania Occidental       | 1949                    | 1950                     |
| Fritz Kaiser                        | Alemania Occidental       | 1950                    | 1951                     |
| Hellmut Meidt                       | Alemania Occidental       | 1951                    | 1953                     |
| Donndorf                            | Alemania Occidental       | 1953                    | 1955                     |
| Otto Westphal                       | Alemania Occidental       | 1955                    | 1958                     |
| Arthur Gruber                       | Alemania Occidental       | 1958                    | 19 de marzo de 1961      |
| Jupp Rasselnberg                    | Alemania Occidental       | 20 de marzo de 1961     | 1961                     |
| Jakob Wimmer                        | Alemania Occidental       | 1961                    | abril de 1963            |
| Hellmut Meidt                       | Alemania Occidental       | abril de 1963           | 1965                     |
| Robert Gebhardt                     | Alemania Occidental       | 1965                    | 1966                     |
| Hans Wendtland                      | Alemania Occidental       | 1966                    | noviembre de 1969        |
| Egon Piechaczek                     | Polonia                   | noviembre de 1969       | diciembre de 1971        |
| Hellmut Meidt                       | Alemania Occidental       | enero de 1972           | enero de 1972            |
| Jan Notermans                       | Países Bajos              | febrero de 1972         | octubre de 1972          |
| Willi Nolting                       | Alemania Occidental       | octubre de 1972         | febrero de 1973          |
| Norbert Lessle                      | Alemania Occidental       | febrero de 1973         | septiembre de 1973       |
| H. Garstecki                        | Alemania Occidental       | septiembre de 1973      | octubre de 1973          |
| Willi Nolting                       | Alemania Occidental       | octubre de 1973         | enero de 1974            |
| Rudi Faßnacht                       | Alemania Occidental       | enero de 1974           | 1974                     |
| Erhard Ahmann                       | Alemania Occidental       | 1974                    | 1976                     |
| Karl-Heinz Feldkamp                 | Alemania Occidental       | 1976                    | 1978                     |
| Milovan Beljin                      | Yugoslavia                | 1978                    | octubre de 1978          |
| Otto Rehhagel                       | Alemania Occidental       | octubre de 1978         | octubre de 1979          |
| Willi Nolting                       | Alemania Occidental       | octubre de 1979         | octubre de 1979          |
| Hans-Dieter Tippenhauer             | Alemania Occidental       | octubre de 1979         | septiembre de 1980       |
| Willi Nolting                       | Alemania Occidental       | septiembre de 1980      | diciembre de 1980        |
| Horst Franz                         | Alemania Occidental       | diciembre de 1980       | 1982                     |
| Horst Köppel                        | Alemania Occidental       | 1982                    | 1983                     |
| Karl-Heinz Feldkamp                 | Alemania Occidental       | 1983                    | marzo de 1984            |
| Gerd Roggensack                     | Alemania Occidental       | marzo de 1984           | febrero de 1986          |
| Horst Franz                         | Alemania Occidental       | febrero de 1986         | noviembre de 1986        |
| Fritz Fuchs                         | Alemania Occidental       | noviembre de 1986       | diciembre de 1987        |
| Joachim Krug                        | Alemania Occidental       | diciembre de 1987       | abril de 1988            |
| Ernst Middendorp                    | Alemania Occidental       | abril de 1988           | octubre de 1990          |
| Franz Raschid                       | Alemania Occidental       | octubre de 1990         | 1991                     |
| Fritz Grösche                       | Alemania                  | 1991                    | 1992                     |
| Ingo Peter                          | Alemania                  | 1992                    | febrero de 1994          |
| Theo Schneider                      | Alemania                  | febrero de 1994         | 1994                     |
| Wolfgang Sidka                      | Alemania                  | 1994                    | septiembre de 1994       |
| Ernst Middendorp                    | Alemania                  | septiembre de 1994      | 16 de agosto de 1998     |
| Thomas von Heesen                   | Alemania                  | 17 de agosto de 1998    | 1999                     |
| Hermann Gerland                     | Alemania                  | 1999                    | octubre de 2000          |
| Benno Möhlmann                      | Alemania                  | octubre de 2000         | 16 de febrero de 2004    |
| Thomas von Heesen                   | Alemania                  | 17 de febrero de 2004   | 29 de febrero de 2004    |
| Uwe Rapolder                        | Alemania                  | 1 de marzo de 2004      | 10 de mayo de 2005       |
| Frank Geideck                       | Alemania                  | 11 de mayo de 2005      | 2005                     |
| Thomas von Heesen                   | Alemania                  | 2005                    | 11 de febrero de 2007    |
| Frank Geideck                       | Alemania                  | 11 de febrero de 2007   | 13 de marzo de 2007      |
| Ernst Middendorp                    | Alemania                  | 14 de marzo de 2007     | 9 de diciembre de 2007   |
| Detlev Dammeier                     | Alemania                  | 10 de diciembre de 2007 | 31 de diciembre de 2007  |
| Michael Frontzeck                   | Alemania                  | 1 de enero de 2008      | 17 de mayo de 2009       |
| Jörg Berger                         | Alemania                  | 19 de mayo de 2009      | 23 de junio de 2009      |
| Thomas Gerstner                     | Alemania                  | 24 de junio de 2009     | 11 de marzo de 2010      |
| Frank Eulberg & Jörg Böhme          | Alemania                  | 11 de marzo de 2010     | 26 de mayo de 2010       |
| Christian Ziege                     | Alemania                  | 26 de mayo de 2010      | 6 de noviembre de 2010   |
| Ewald Lienen                        | Alemania                  | 7 de noviembre de 2010  | mayo de 2011             |
| Markus von Ahlen                    | Alemania                  | 1 de julio de 2011      | 20 de septiembre de 2011 |
| Stefan Krämer                       | Alemania                  | 3 de noviembre de 2011  | 23 de febrero de 2014    |
| Norbert Meier                       | Alemania                  | 24 de febrero de 2014   | 30 de junio de 2016      |
| Rüdiger Rehm                        | Alemania                  | 1 de julio de 2016      | 22 de octubre de 2016    |
| Carsten Rump                        | Alemania                  | 22 de octubre de 2016   | 14 de noviembre de 2016  |
| Jürgen Kramny                       | Alemania                  | 12 de noviembre de 2016 | 14 de marzo de 2017      |
| Jeff Saibene                        | Luxemburgo                | 20 de marzo de 2017     | 10 de diciembre de 2018  |
| Uwe Neuhaus                         | Alemania                  | 12 de diciembre de 2018 | 1 de marzo de 2021       |
| Frank Kramer                        | Alemania                  | 2 de marzo de 2021      | 20 de abril de 2022      |
| Marco Kostmann                      | Alemania                  | 20 de abril de 2022     | 3 de junio de 2022       |
| Uli Forte                           | Suiza                     | 3 de junio de 2022      | 17 de agosto de 2022     |
| Daniel Scherning                    | Alemania                  | 18 de agosto de 2022    | 7 de marzo de 2023       |
| Uwe Koschinat                       | Alemania                  | 9 de marzo de 2023      | 30 de junio de 2023      |
| Michél Kniat                        | Alemania                  | 1 de julio de 2023      |                          |

## Palmarés

### Torneos nacionales
- Copa de Alemania : Subcampeón (2024-25)
- 2. Bundesliga: 4

1978, 1980, 1999, 2019–20
- 3. Liga: 2

2015, 2024–25
- Regionalliga West/Südwest: 1

1995
- Oberliga Westfalen: 1

1990
- Campeonato de Alemania Occidental: 2

1922, 1923
- Westphalia: 11

1912, 1921, 1922, 1923, 1924, 1925, 1926, 1927, 1933, 1962, 1990
- Copa de Alemania Occidental: 2

1966, 1974
- Copa Westphalia: 5

1908, 1932, 1991, 2012, 2013